# Хорощинка
Хорощинка (пол. Choroszczynka) — село в Польщі, у гміні Тучна Більського повіту Люблінського воєводства. Населення — 150 осіб (2011).

## Історія

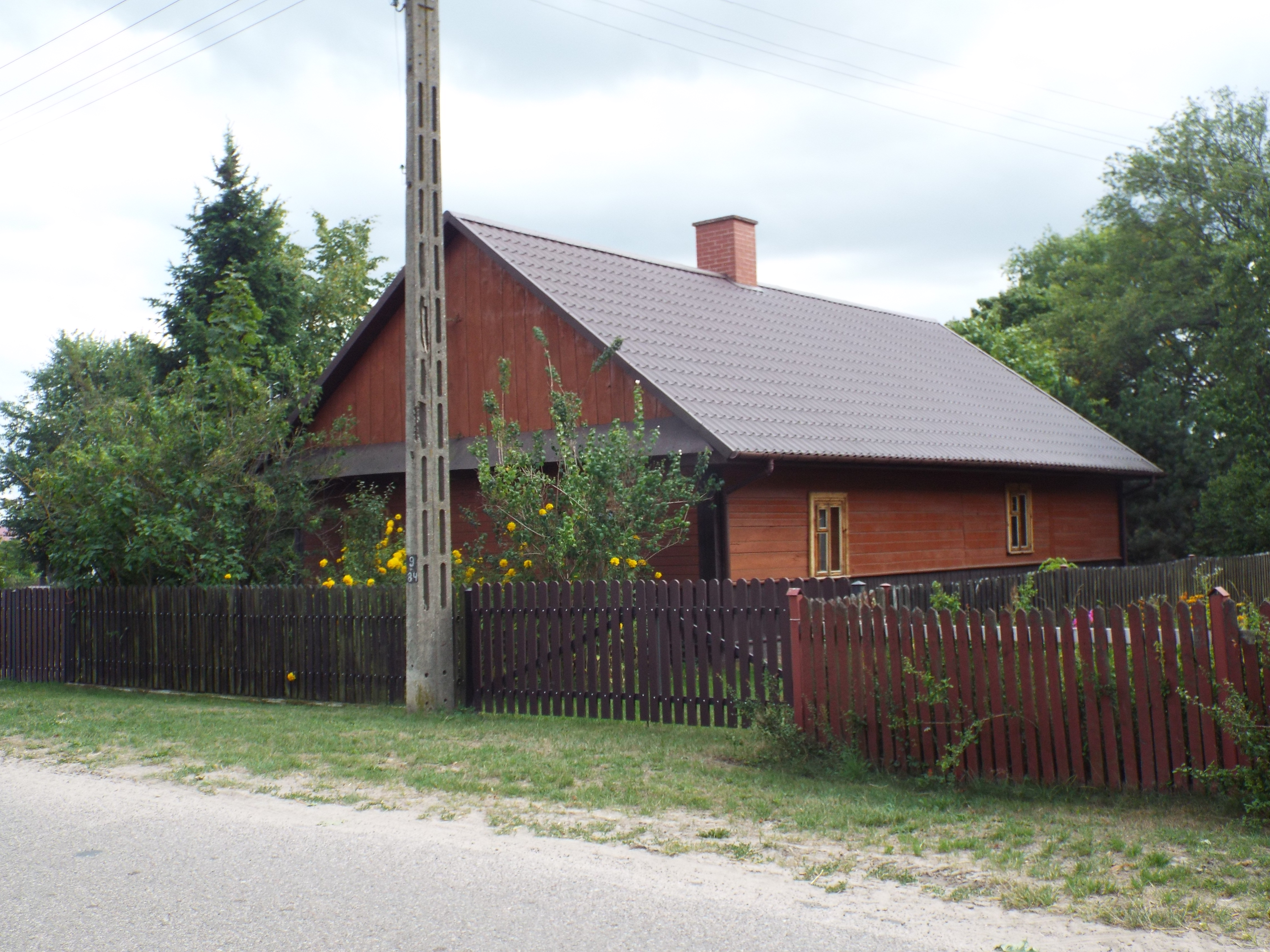
Хата в с. Хорощинка під номером 16, в якій жив Іван Пастернак. На порозі цієї хати він був вбитий польськими підпільниками. Фото 2019 р.

1752 року вперше згадується унійна церква в селі.
За даними етнографічної експедиції 1869—1870 років під керівництвом Павла Чубинського, у селі переважно проживали греко-католики, які розмовляли українською мовою.
У міжвоєнні 1918—1939 роки польська адміністрація в рамках великої акції руйнування українських храмів на Холмщині і Підляшші знищила дві місцеві православні церкви.
У 1943 році в селі мешкало 140 українців та 338 поляків.
В селі, в хаті через хату від плебані (збереглася під номером 16, 51º54.5320 Пн, 23º26.6160 С) мешкав сенатор 2-ї Речі Посполитої, український громадський діяч, член руху «Рідної Хати» Іван Пастернак. На порозі цієї хати Іван Пастернак був смертельно поранений польськими підпільниками. селі на цвинтарі поблизу костелу поховані зять Івана Пастернака — Іван Осипович Василевський (помер 11 січня 1929 р.) та його дружина Пастернака — Анна (22.12.1883-18.11.1973 р.). Обидві могили поруч — координати 51º54.6340 Пн, 23º26.3940 С.
На цьому ж цвинтарі поховані польські підпільники Юзеф Високинський «Сокіл» та Казимир Громіш «Казик», вбивство яких 19.05.1943 р. людьми з «Рідної Хати» нібито стало причиною замаху на Івана Пастернака.
На цьому ж цвинтарі поховані польські підпільники: Юзеф Високинський «Сокіл» та Казимир Громіш «Казик», вбивство яких 19.05.1943 р. начебто людьми з «Рідної Хати» імовірно стало причиною замаху на Івана Пастернака. На місці загибелі Юзефа Високинського при дорозі стоїть хрест з табличкою. Навпроти хати Пастернаків знаходиться хата останньої української мешканки Хорощинки — Мелешко-Назарук. Велику цінність складає цивнтар з похованнями православних мешканців села. На цвинтарі влаштовано православну каплицю на місці колишньої церкви. Тут з 1752—1919 рр. знаходилася уніатська, а потім в 1922—2001 дерев'яний парафіяльний костел. На цвинтарі також знаходиться поховання двох червоноармійців, які загинули в 1944 р..
Як звітував командир сотні УПА Іван Романечко («Ярий») у лютому 1946 року, значну частину населення («ціла Хорощинка») становили «калакути» («перекидчики») — українці, які прийняли римо-католицтво й вважали себе поляками. За польськими підрахунками станом на 27 червня 1947 року, у громаді Хорощинка налічувалося 174 українців, які підлягали виселенню у північно-західні воєводства згідно з планом депортації українського населення у рамках операції «Вісла».
У 1975—1998 роках село належало до Білопідляського воєводства.

## Населення
Демографічна структура станом на 31 березня 2011 року:
|          | Загалом | Допрацездатний вік | Працездатний вік | Постпрацездатний вік |
| -------- | ------- | ------------------ | ---------------- | -------------------- |
| Чоловіки | 78      | 10                 | 51               | 17                   |
| Жінки    | 72      | 7                  | 35               | 30                   |
| Разом    | 150     | 17                 | 86               | 47                   |

## Особистості

### Народилися
- Степан Василевський (1900—1937) — український мовознавець.

## Галерея

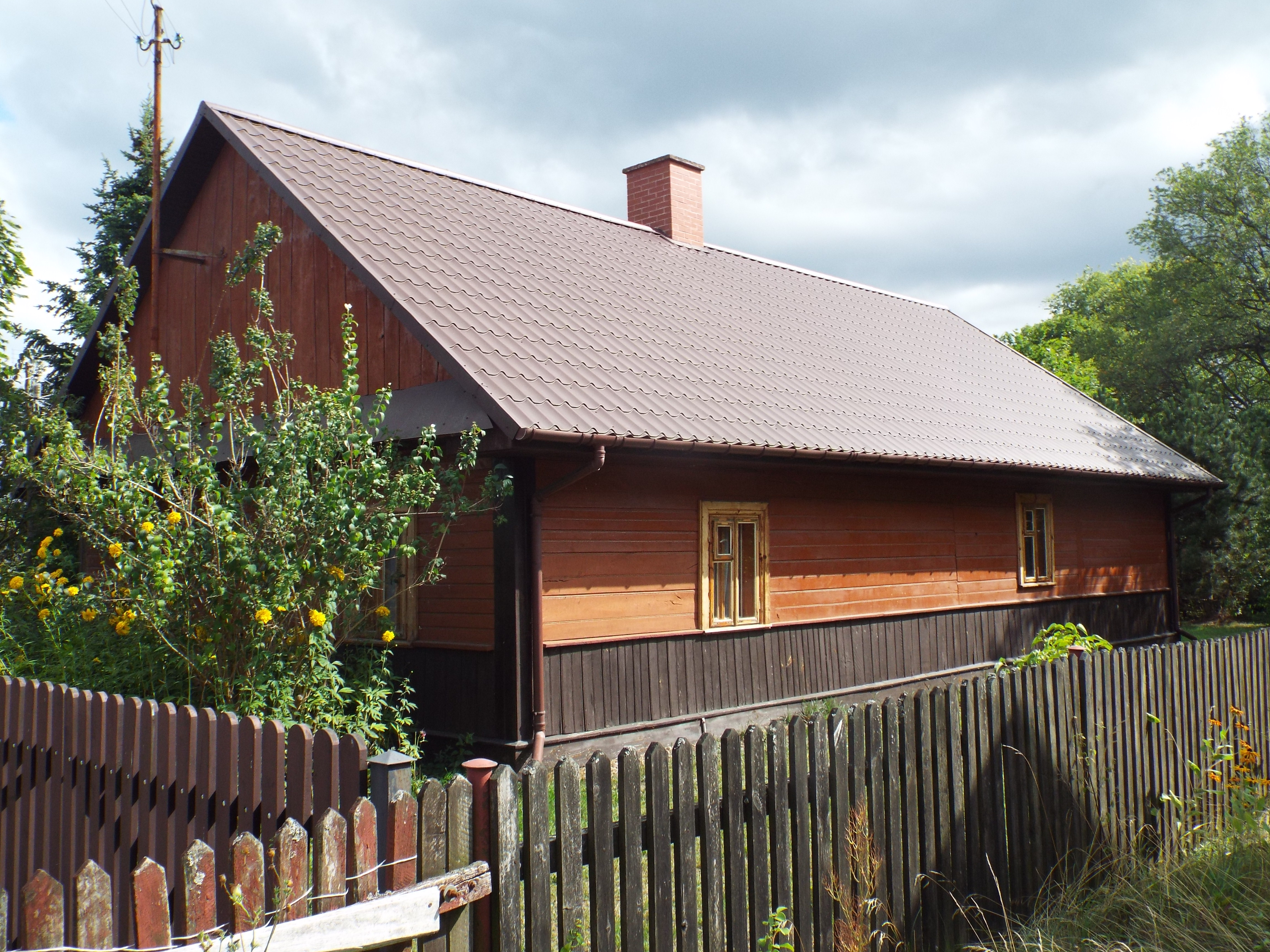
Хата Івана Пастернака в с. Хорощинка. Фото 2019 р.
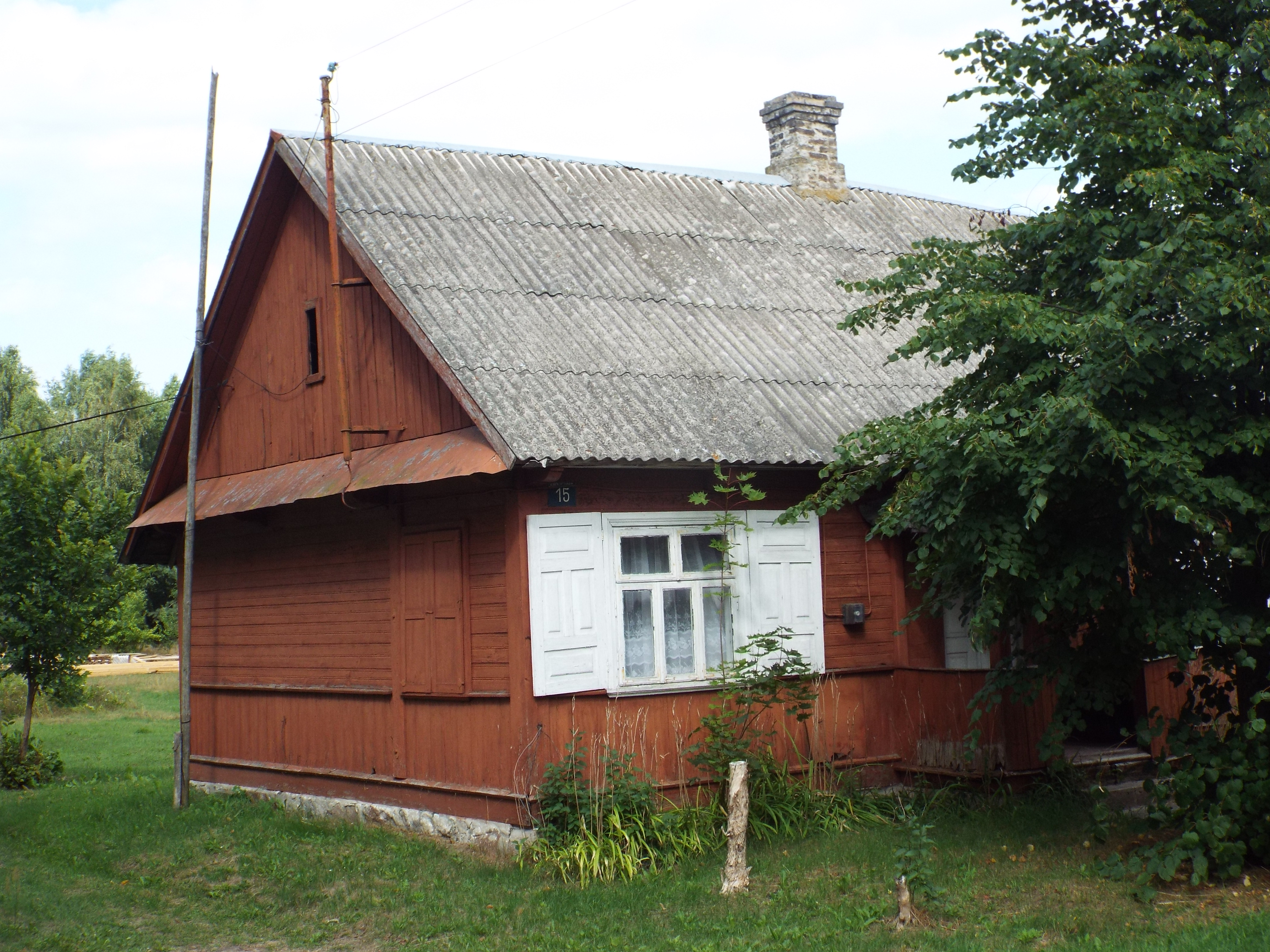
Хата останньої української мешканки Хорощинки – Мелешко-Назарук (через вулицю від хати Пастернака). Фото 2019 р.
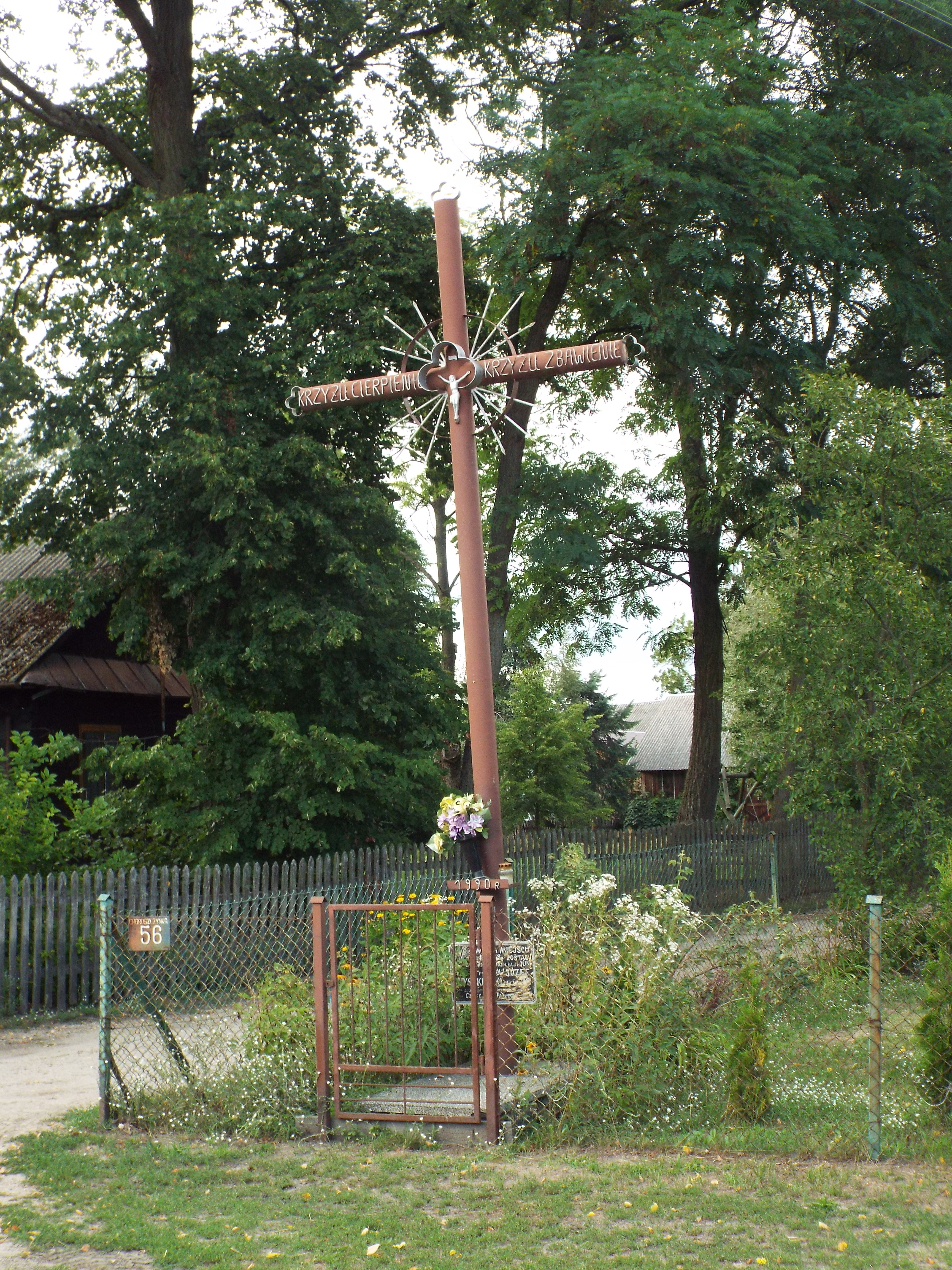
Хрест в с. Хорощинка на місці загибелі Юзефа Високинського "Сокола". Фото Івана Парнікози, 2019 р.
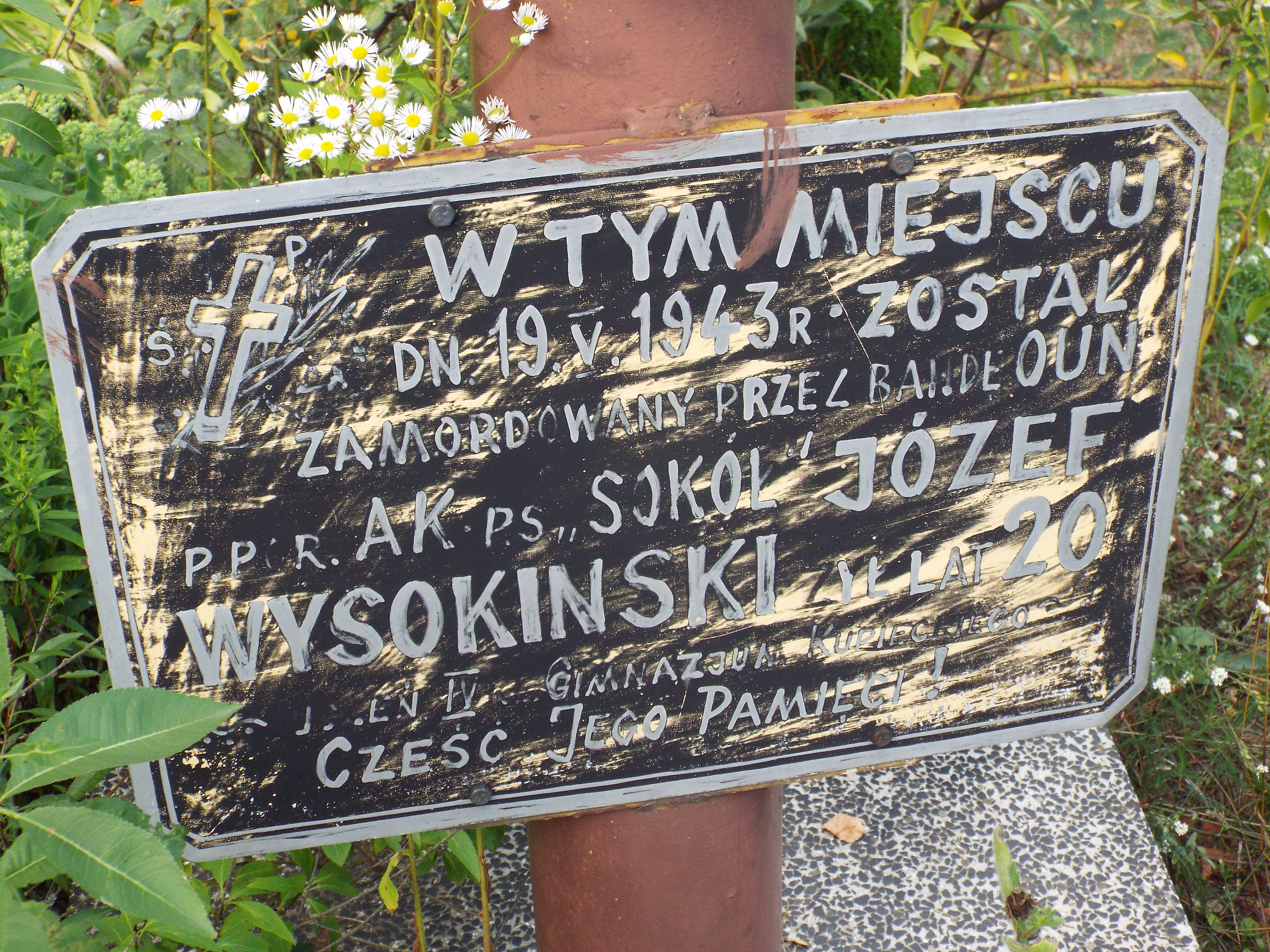
Табличка на хресті на місці загибелі Юзефа Високинського "Сокола". с. Хорощинка. Фото 2019 р.
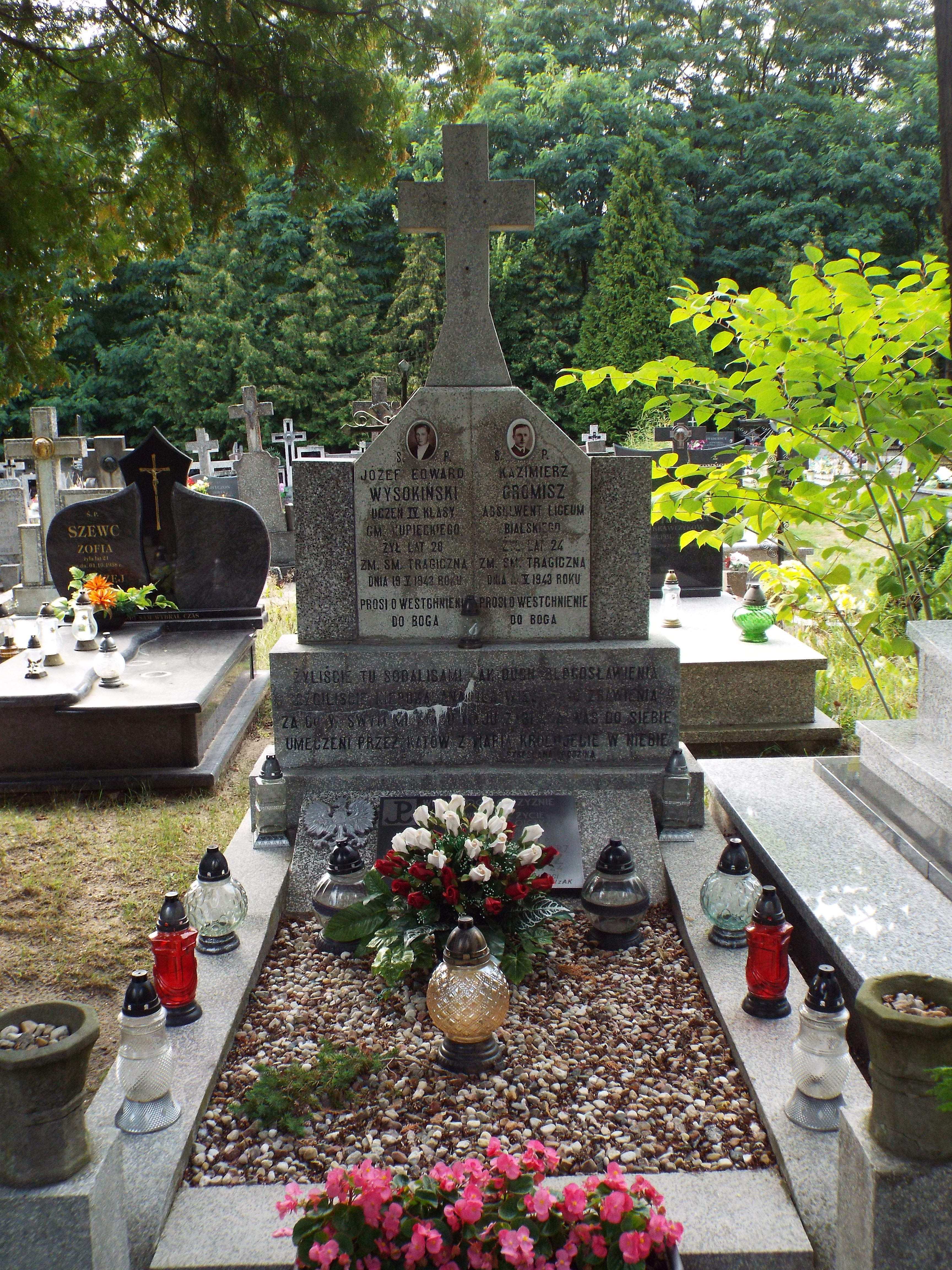
Нагробок Юзефа Високинського "Сокола" та Казимира Громіша "Казика" на цвинтарі в с. Хорощинка. Фото 2019 р.
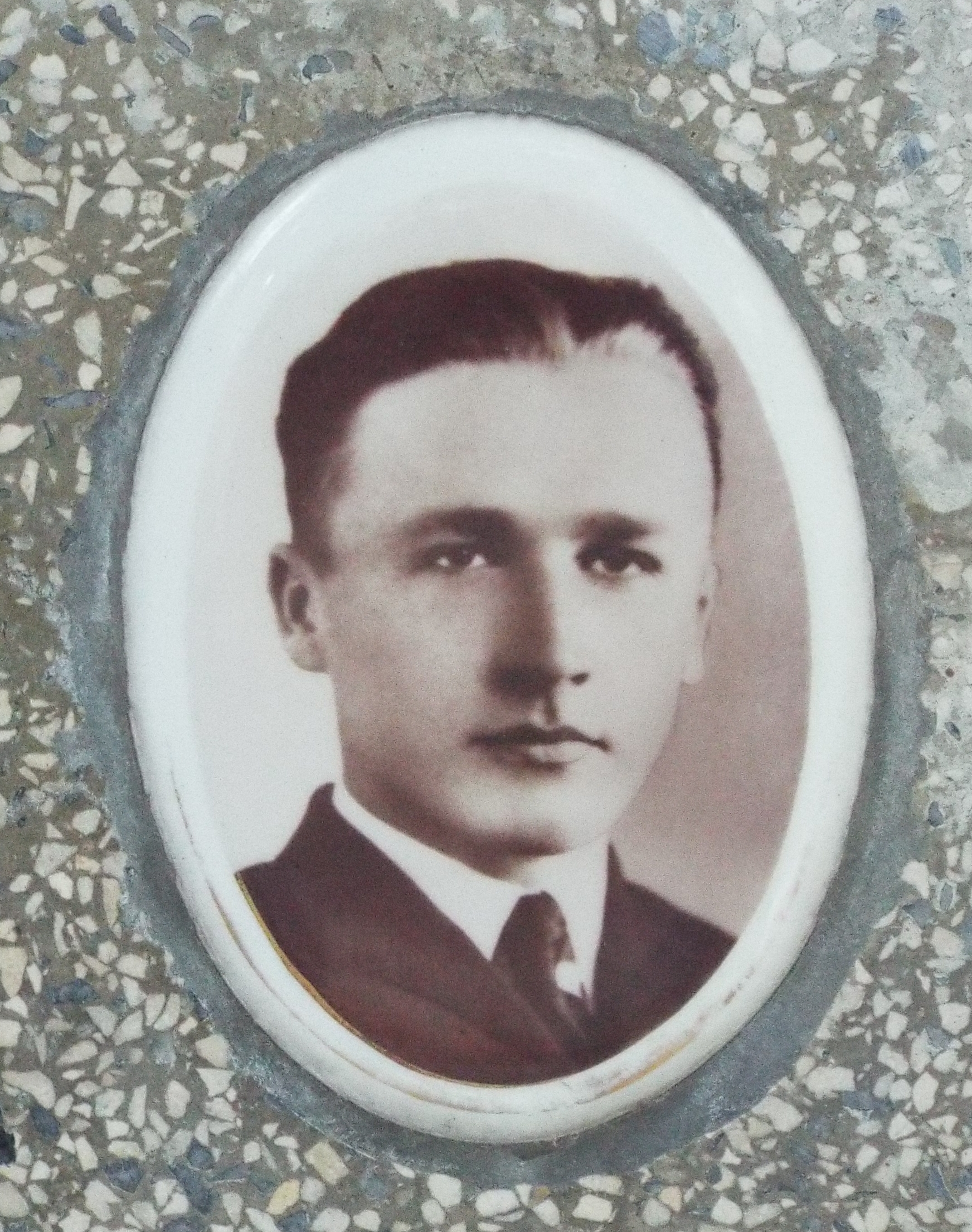
Казимір Громіш. Фото на нагробку в с. Хорощинка. Фото 2019 р.
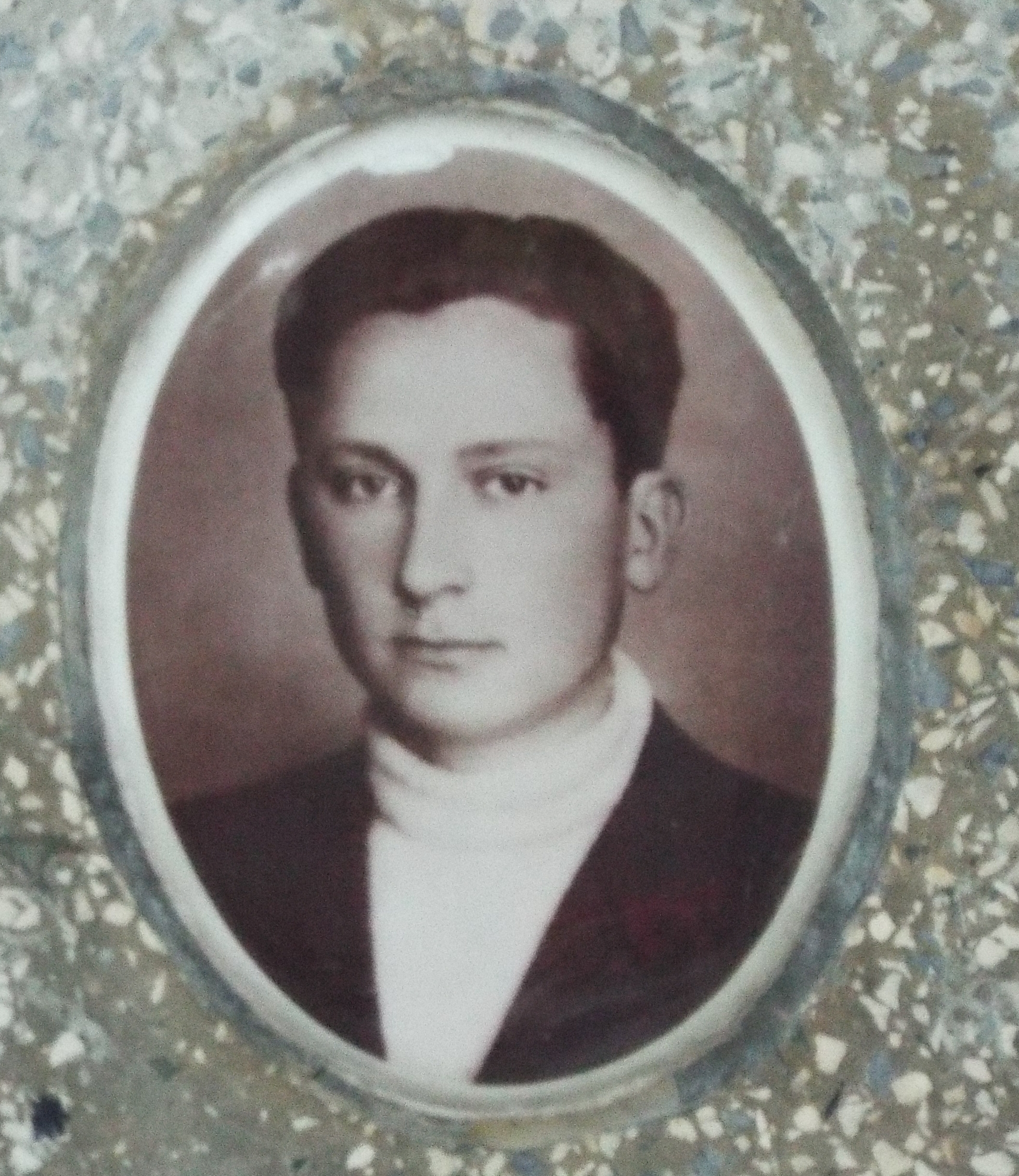
Юзеф Високинський. Фото на нагробку в с. Хорощинка. Фото  2019 р.
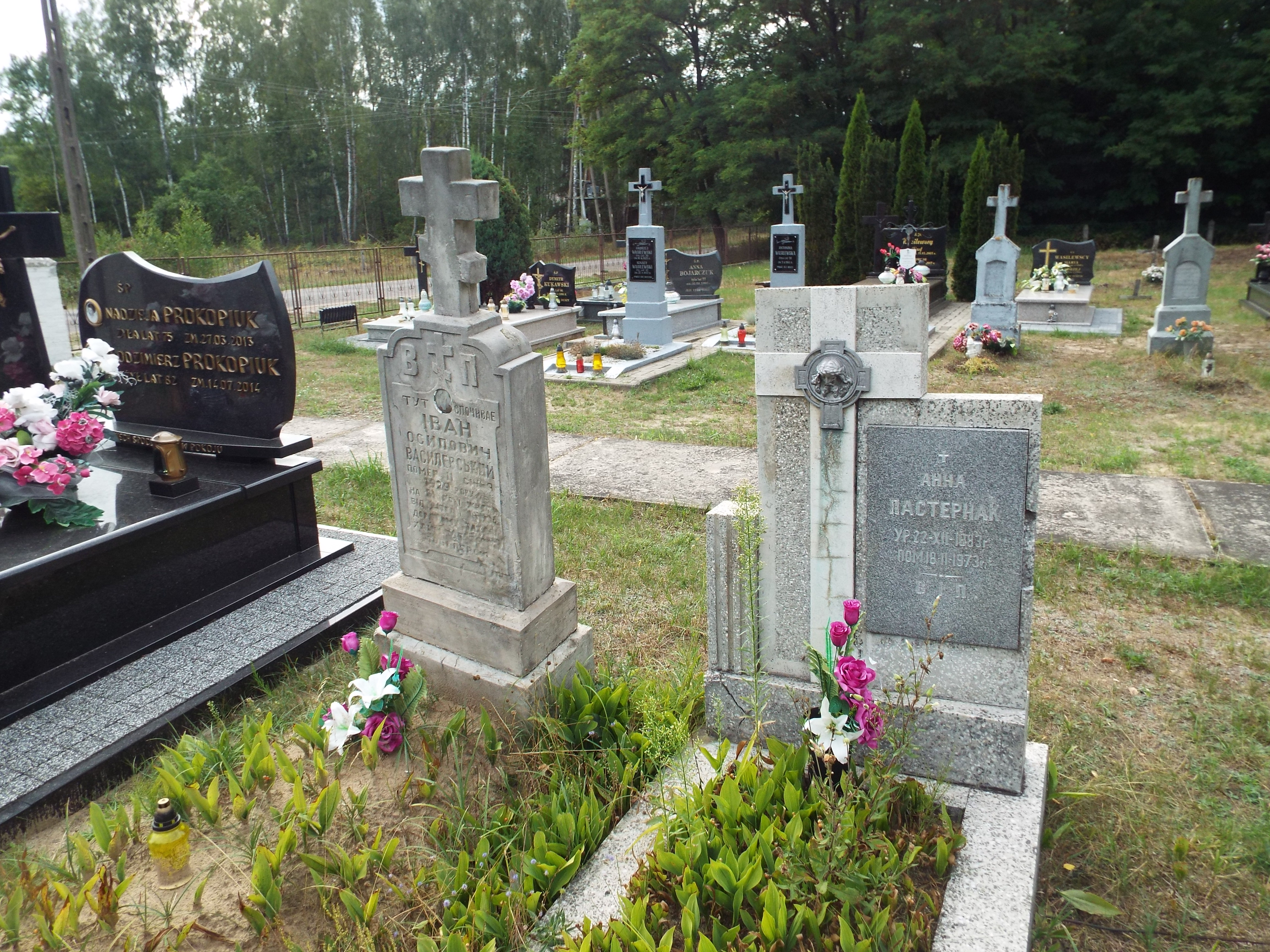
Поховання зятя Івана Пастернака - Івана Василевського та дружини Пастернака Анни. Цвинтар в с. Хорощиинка. Фото 2019 р.
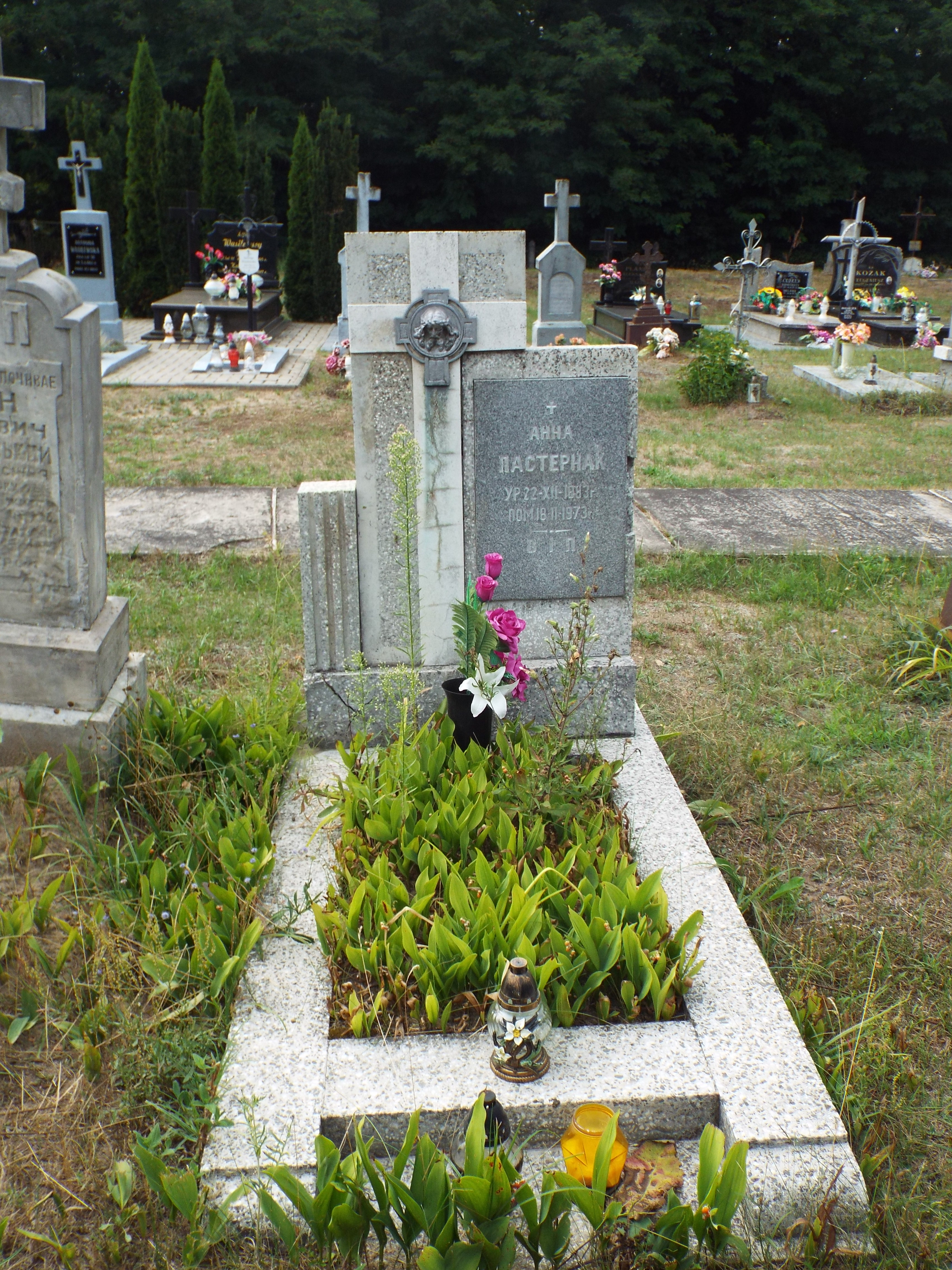
Могила дружини Івана Пастернака - Анни. Цвинтар в с. Хорощинка. Фото І2019 р.
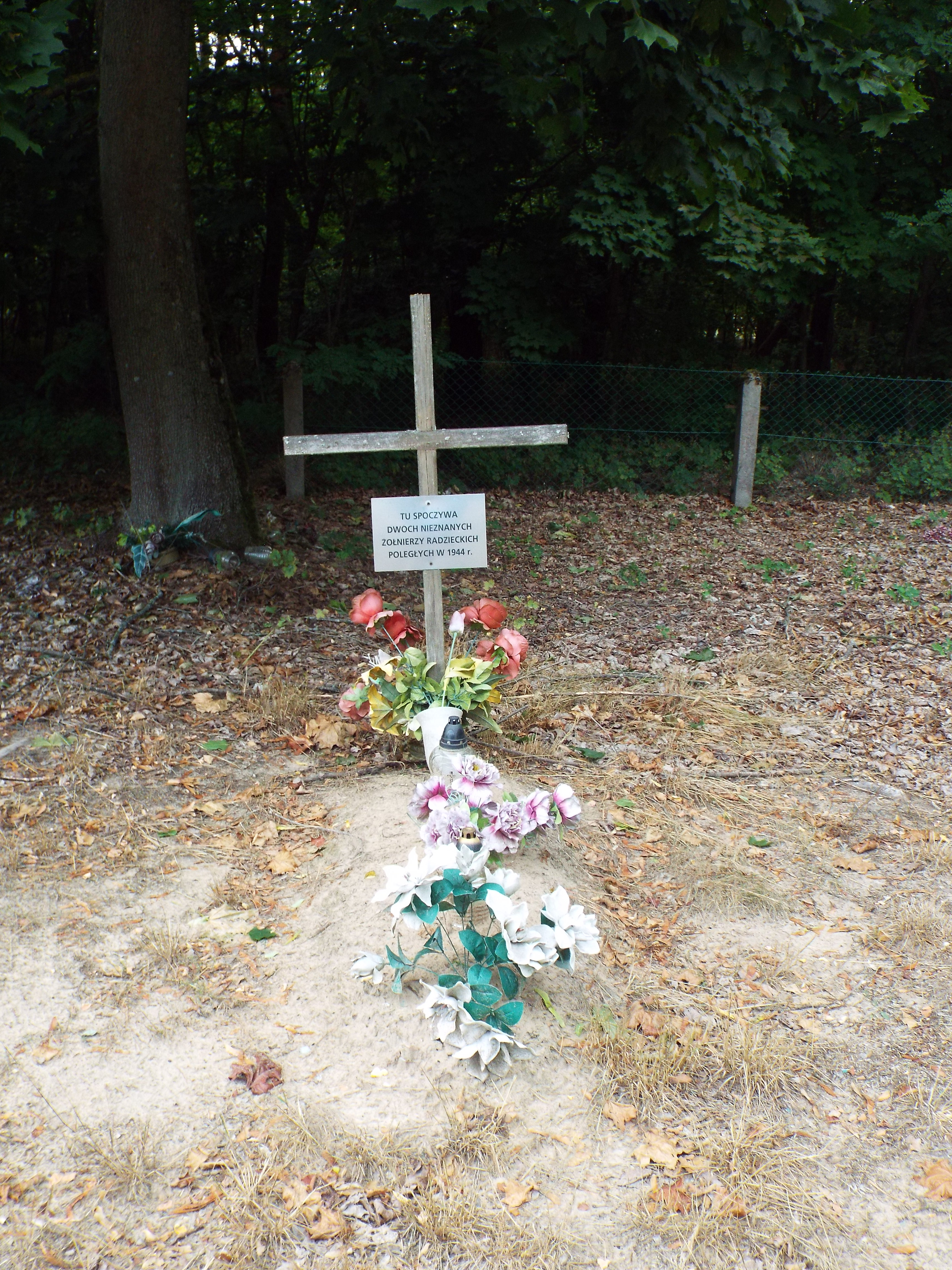
Поховання двох червоноармійців, які загинули в 1944 р. с. Хорощинка. Цвинтар. Фото 2019 р.
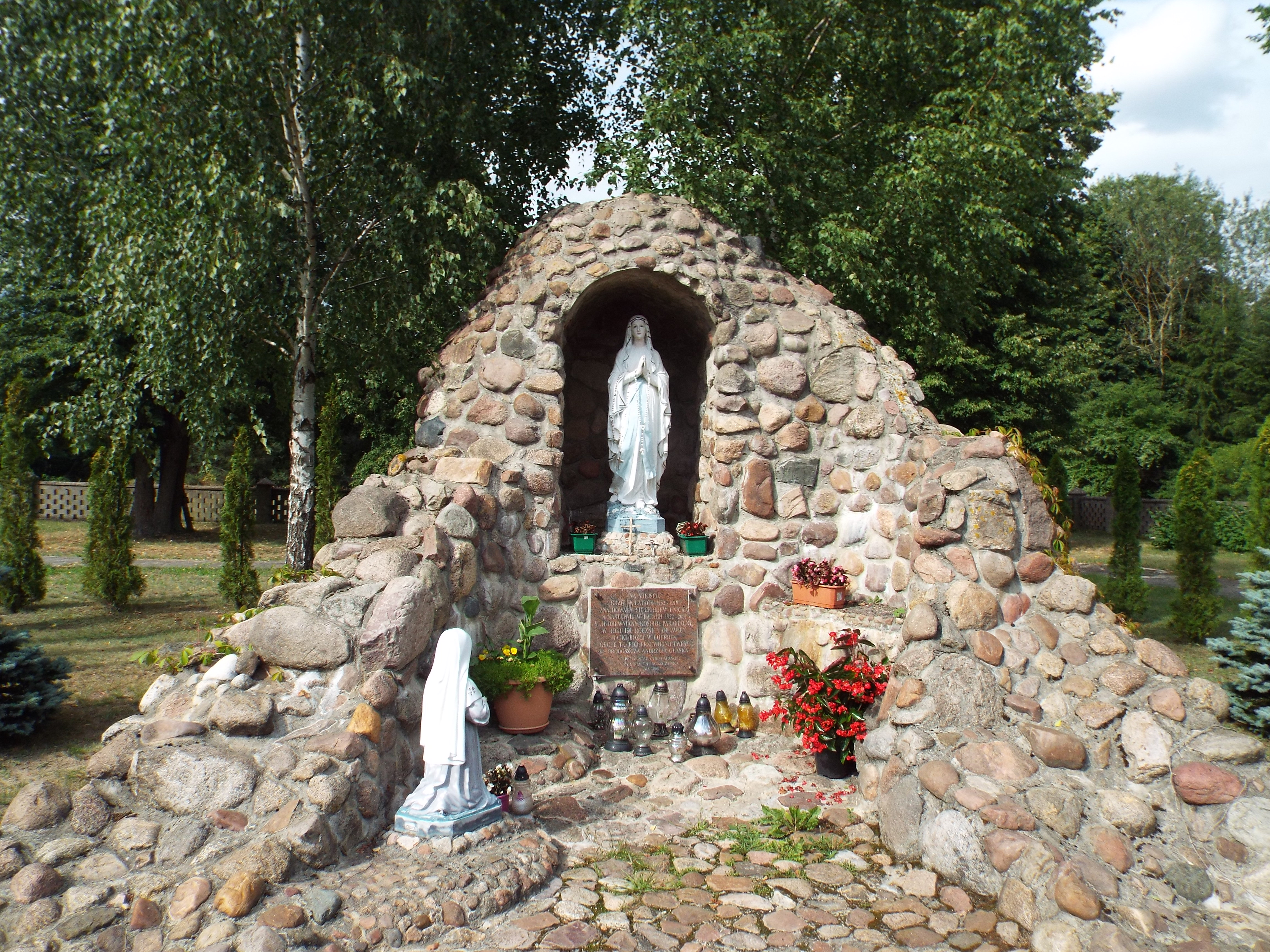
Місце, де знаходилася спочатку уніатська, потім православна церква на цвинтарі в с. Хорощинка. Фото  2019 р.
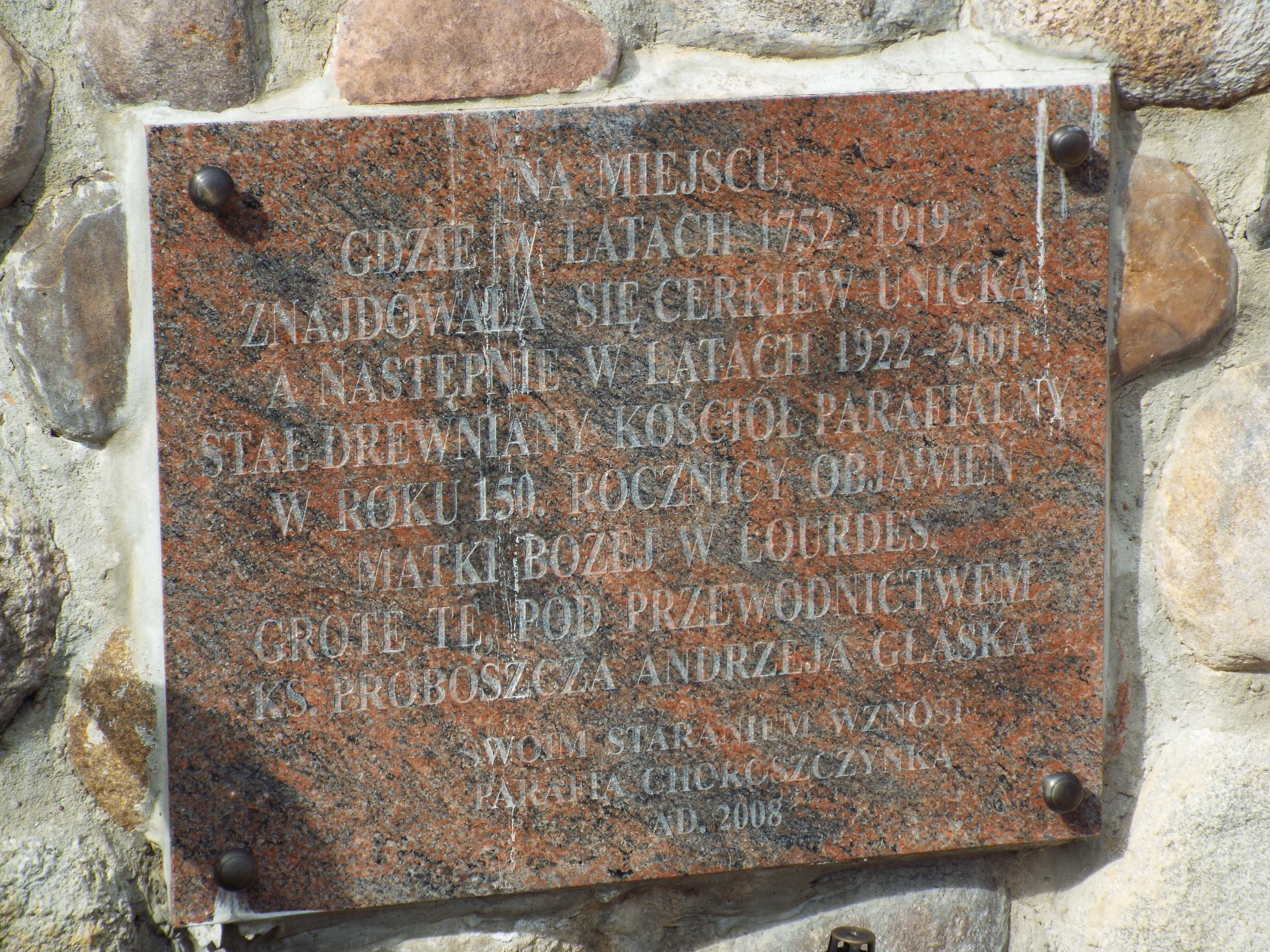
Пам'ятний знак на  місці де в 1752-1919 рр. знаходилася уніатська (потім православна) церква, а в 1922-2001 дерев’яний парафіяльний католицький костел. Фото 2019 р.
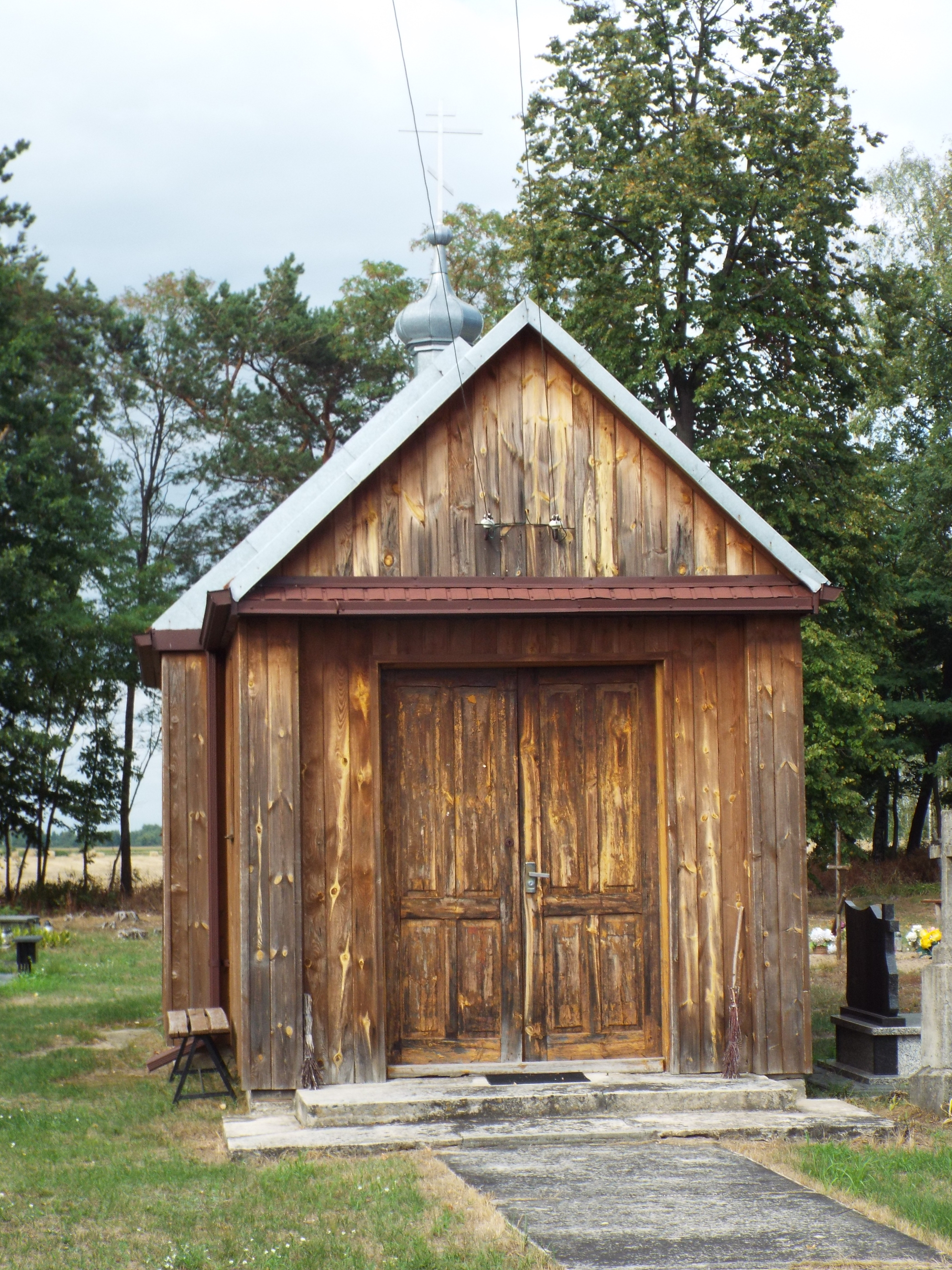
Православна капилиця на цвинтарі в с. Хорощинка. Фото 2019 р.
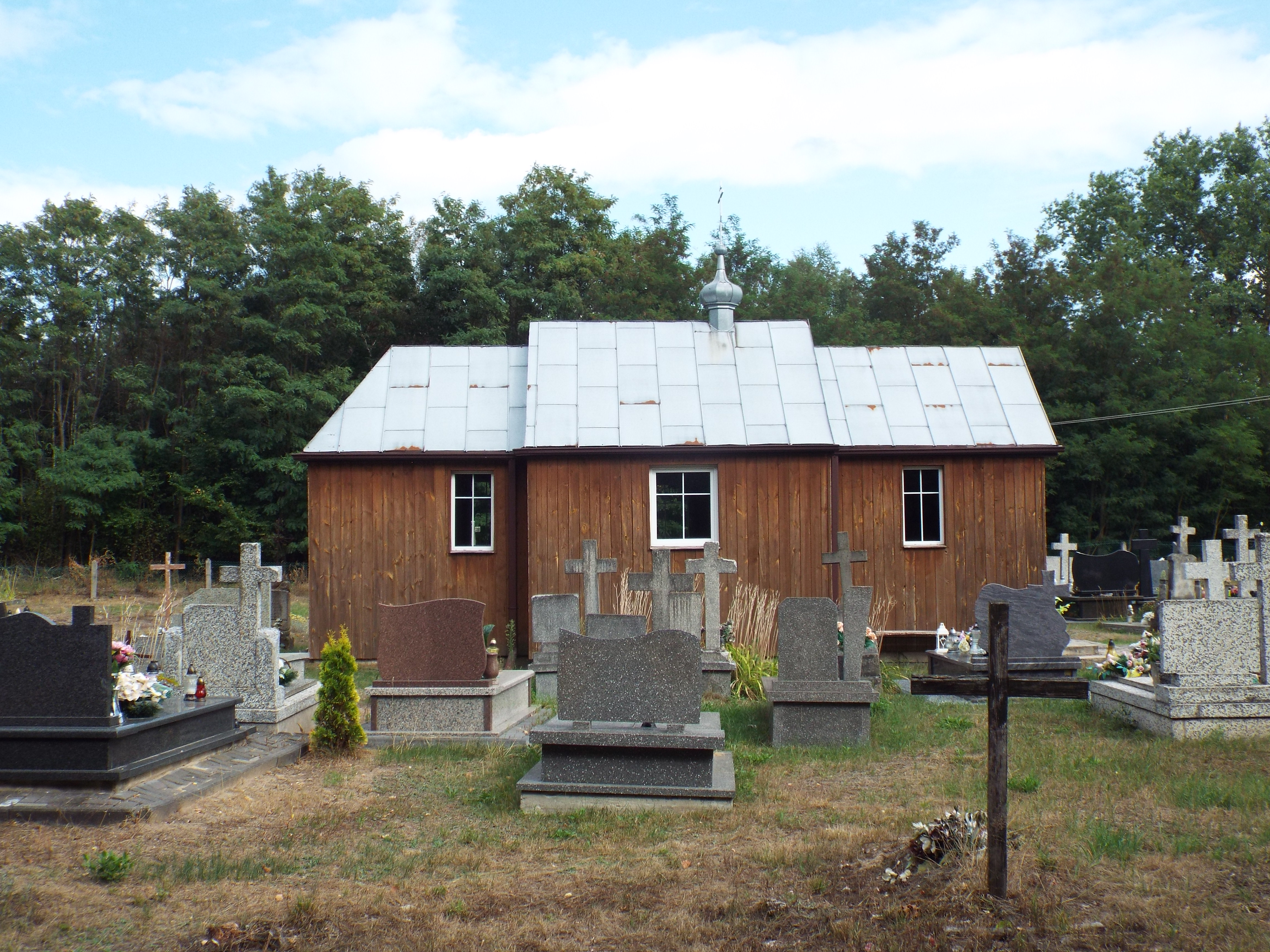
Православна капилиця на цвинтарі в с. Хорощинка. Фото  2019 р.
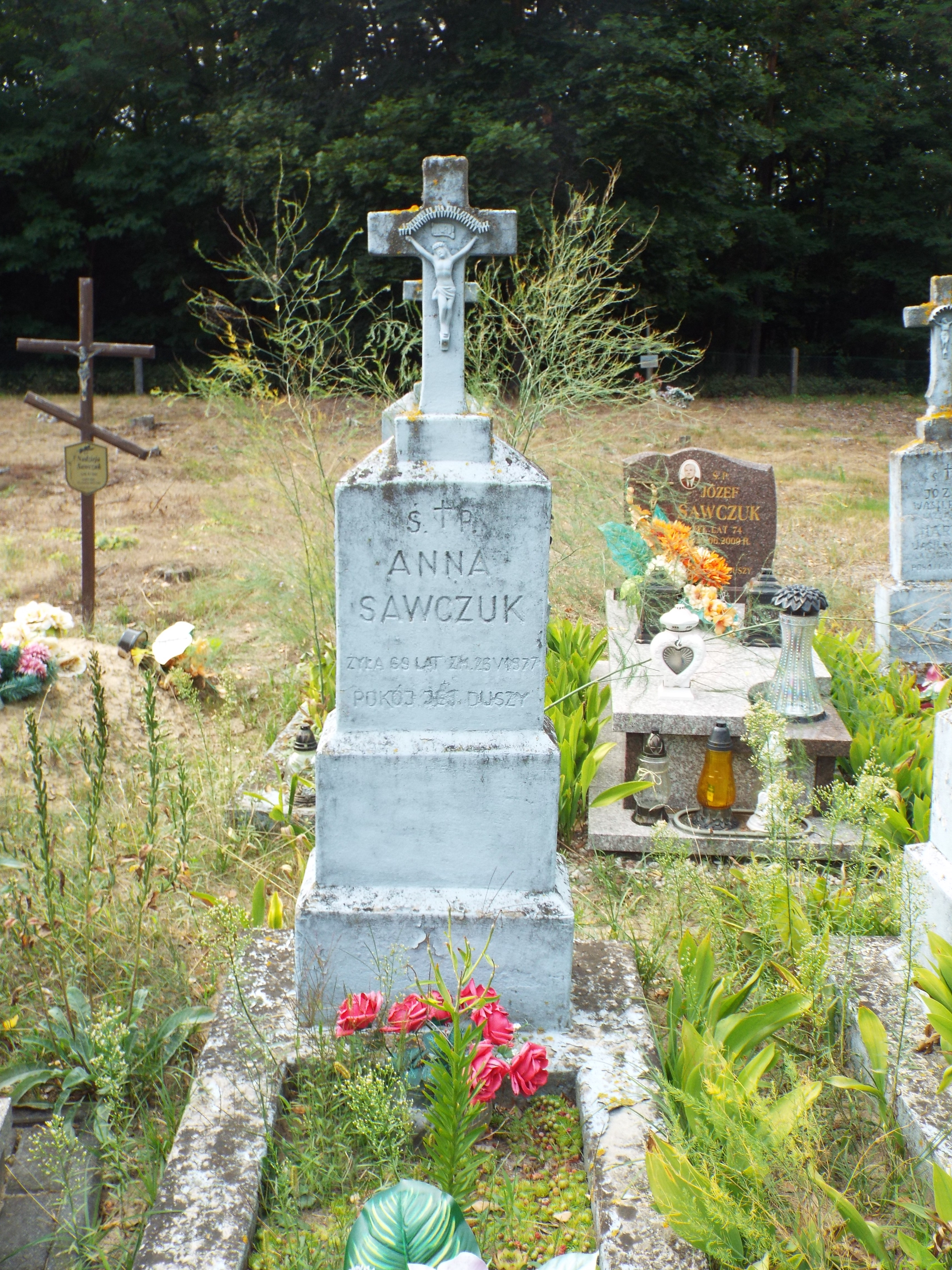
Нагробок Анни Савчук, що прожила 69 років, померла 26.06.1977 р.  Фото 2019 р.